# Veloporphyrellus pantoleucus
Veloporphyrellus pantoleucus är en svampart som beskrevs av L.D. Gómez & Singer 1984. Veloporphyrellus pantoleucus ingår i släktet Veloporphyrellus och familjen Boletaceae.   Inga underarter finns listade i Catalogue of Life.